# Brenhinoedd y Saeson
Brenhinoedd y Saeson (Los reyes de los ingleses) es el título medieval de tres crónicas analísticas en galés medio conocidas por tres manuscritos del siglo XIV  (conocidas como P, R, y S) que recogen hechos desde 682 hasta la conquista inglesa de Gales en 1282 (P fue continuado después de 1332, S definitivamente después de 1461). El título Brenhinoedd y Saeson se encuentra sólo en la rúbrica del primero de los dos manuscritos supervivientes de la versión S: el otro de los dos textos es comúnmente conocido como Brut y Tywysogion, pero este título sólo se encuentra en manuscritos de finales del siglo XVI y no puede ser considerado auténtico.
Las tres versiones de Brenhinoedd y Saeson están estrechamente relacionadas con y son probablemente traducciones de un texto o textos evidenciados por esas crónicas analísticas cambrolatinas actualmente conocidas como Annales Cambriae.

## Datación
P es fechable entre 1286 – c.1330; R es fechable entre 1307 – 1350; S es fechable entre 1200 (probablemente 1282 o 1286) – 1300. El orden de composición de las tres versiones está aún por determinar.